# フランツ・カール・メルテンス

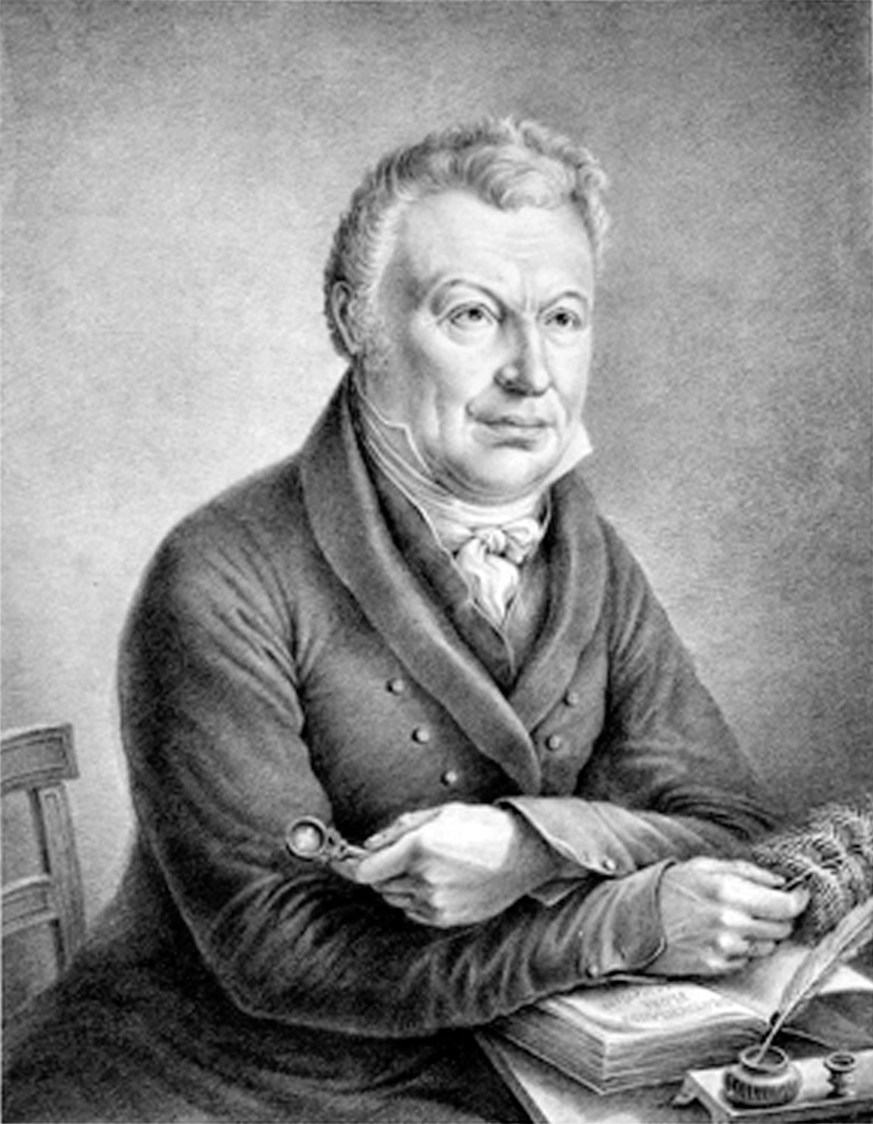
フランツ・カール・メルテンス

フランツ・カール・メルテンス（Franz Karl Mertens または Franz Carl Mertens, 1764年4月3日 - 1831年6月19日）はドイツの植物学者である。藻類学を専門とする。

## 生涯
ノルトライン＝ヴェストファーレン州のビーレフェルトの出身。ハレ大学で神学と語学を学んだのち、ブレーメンの商業学校で教師を務めた。一方で余暇に植物学を研究し、共通の友人を通じて植物学者のアルブレヒト・ヴィルヘルム・ロートと知り合い、ロートとともにスカンジナビアなどのヨーロッパ各地の科学調査を行った。これらの調査旅行の成果として、ロートの著書 Catalecta botanica（1806年）の3巻などで、多くの藻類の種に図入りの記載を行なった。またエアランゲン大学教授のヴィルヘルム・ダニエル・ヨーゼフ・コッホとともに、ヨハン・クリストフ・レーリングの Flora Deutschlands（「ドイツの植物」）の第3改訂版を出版した。カール・アドルフ・アガード、ジャン・バティスト・ボリ・ド・サン＝ヴァンサン、オーギュスタン・ピラミュ・ドゥ・カンドール、アーデルベルト・フォン・シャミッソーら多くのヨーロッパの植物学者との間に交わされた263通の手紙やスケッチブックが残されており、カーネギーメロン大学の植物学を専門とするハント図書館 (Hunt Botanical Library) に保存されている。
ロートによって、ムラサキ科の属名、Mertensia（和名：ハマベンケイソウ属）に献名された。息子のカール・ハインリヒ・メルテンス (Karl Heinrich Mertens) はフョードル・ペトローヴィチ・リトケが率いたロシアによる当時のロシア領アメリカの探検航海に参加した植物学者である。